# Moeritherium

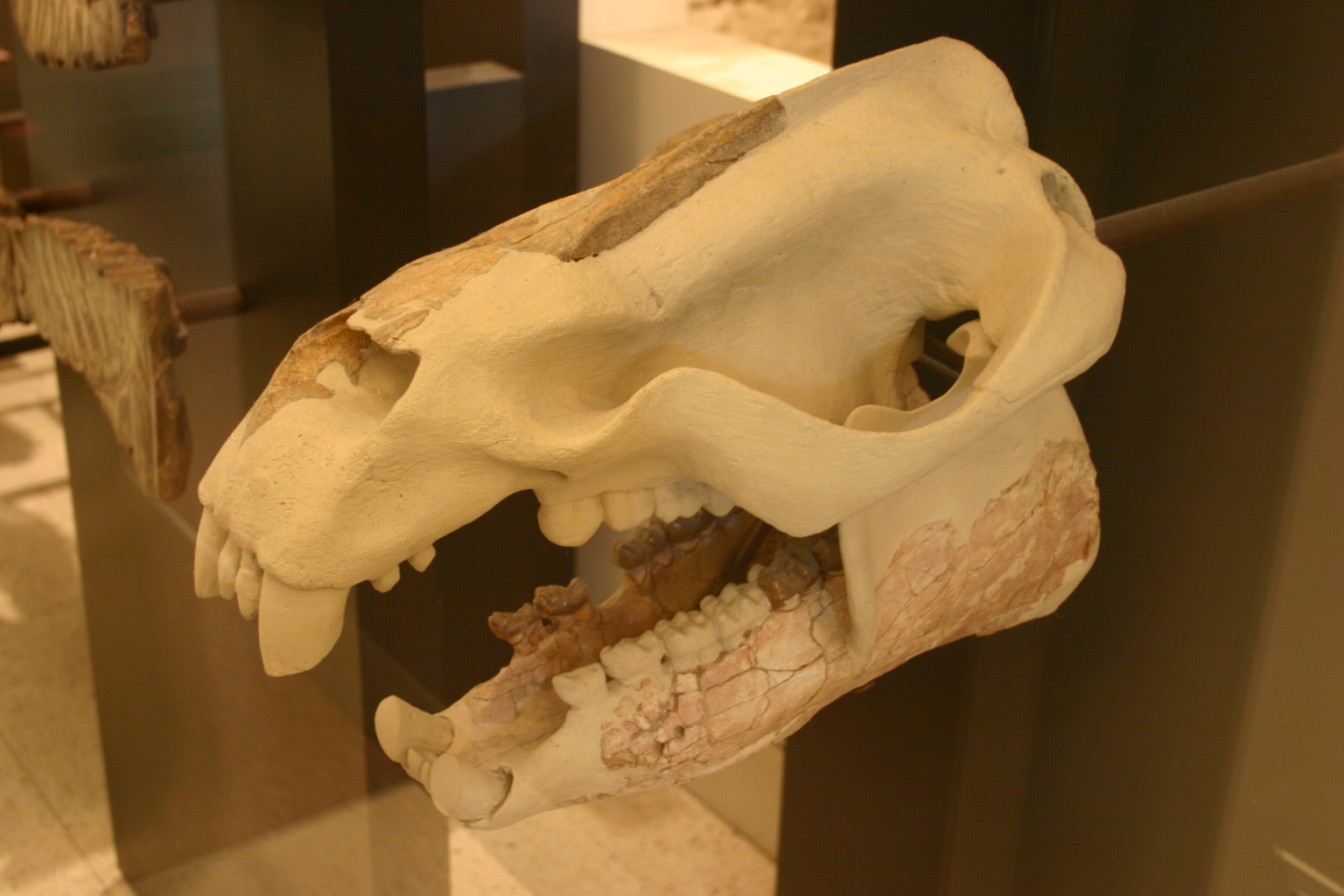
Cráneo de Moeritherium andrewsi

Moeritherium (del griego "bestia de Moeris", antiguo lago de Egipto) es un género extinto de mamíferos proboscídeos de la familia Moeritheriidae. Eran pequeños, del tamaño de un cerdo (unos 70 cm de altura), y con la nariz similar a un tapir. Es uno de los proboscídeos más basales y por tanto antepasados del resto de los miembros de este orden, incluyendo los elefantes actuales.
Vivieron en el período Eoceno. Se han encontrado restos en la formación de Qasr-el-Sagha, en El Fayum (Egipto), dentro de los estratos en los que vivió este animal. Las especies de este género Moeritherium que vivieron hace entre 37 a 35 millones de años. Producto de la evolución convergente estaban dotados con una trompa muy similar a la de los modernos tapires y un cuerpo similar al de los hipopótamos pigmeos aunque no compartían parentesco con estos animales. Eran menores que los elefantes modernos, midiendo apenas 70 centímetros de altura a los hombros y midiendo en torno a los 3 metros de largo, y pesaban unos 225 kg. Se cree que pasaban gran parte del tiempo vadeando por las aguas de pantanos y ríos, llenando el nicho ecológico ocupado actualmente por los hipopótamos. La forma de sus dientes sugiere que consumían la vegetación suave del estos ambientes. Presenta similitudes, producto de convergencia evolutiva, con el meridiungulado Pyrotherium del Oligoceno suramericano.

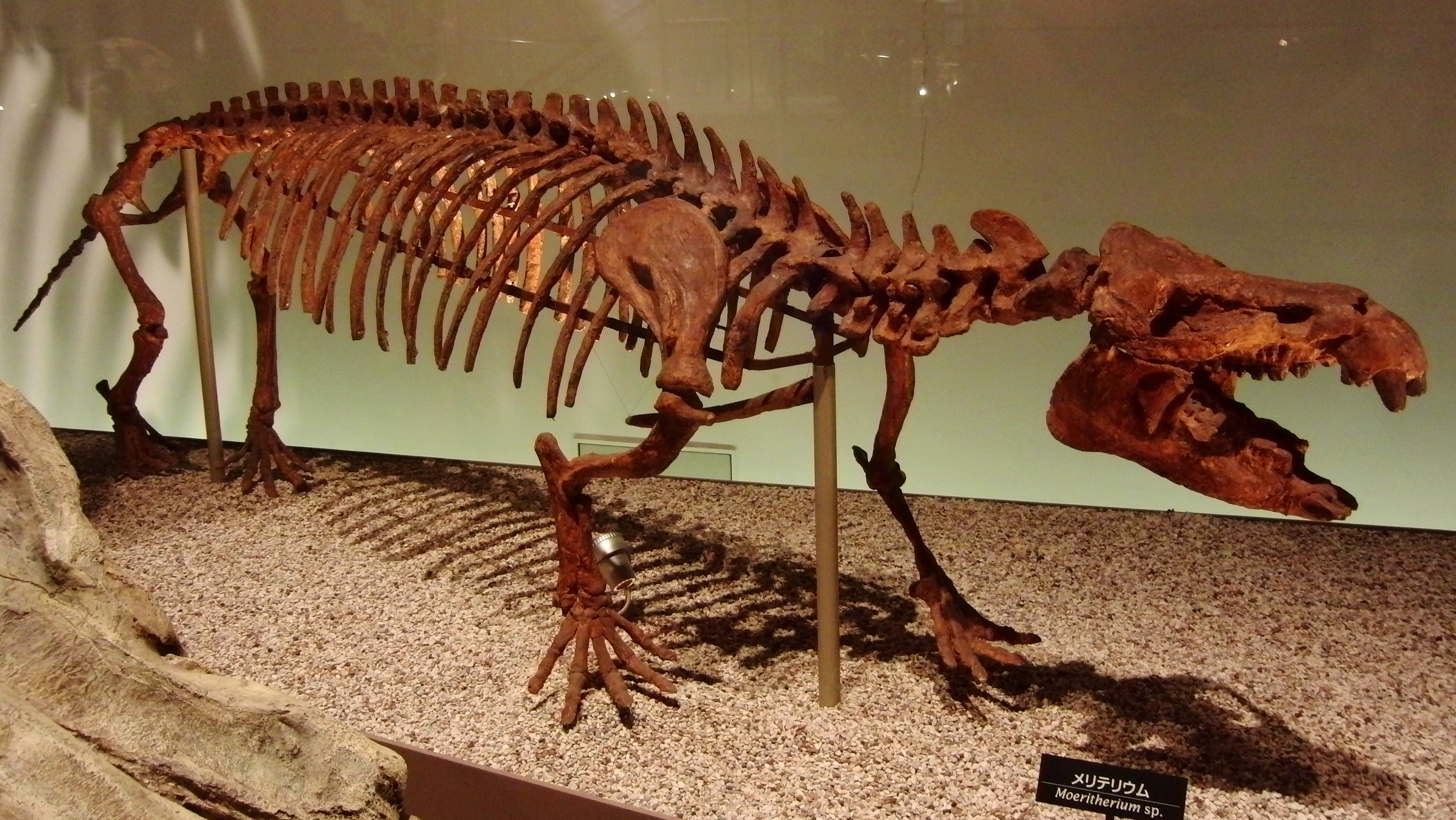
Esqueleto completo en Japón

## Especies

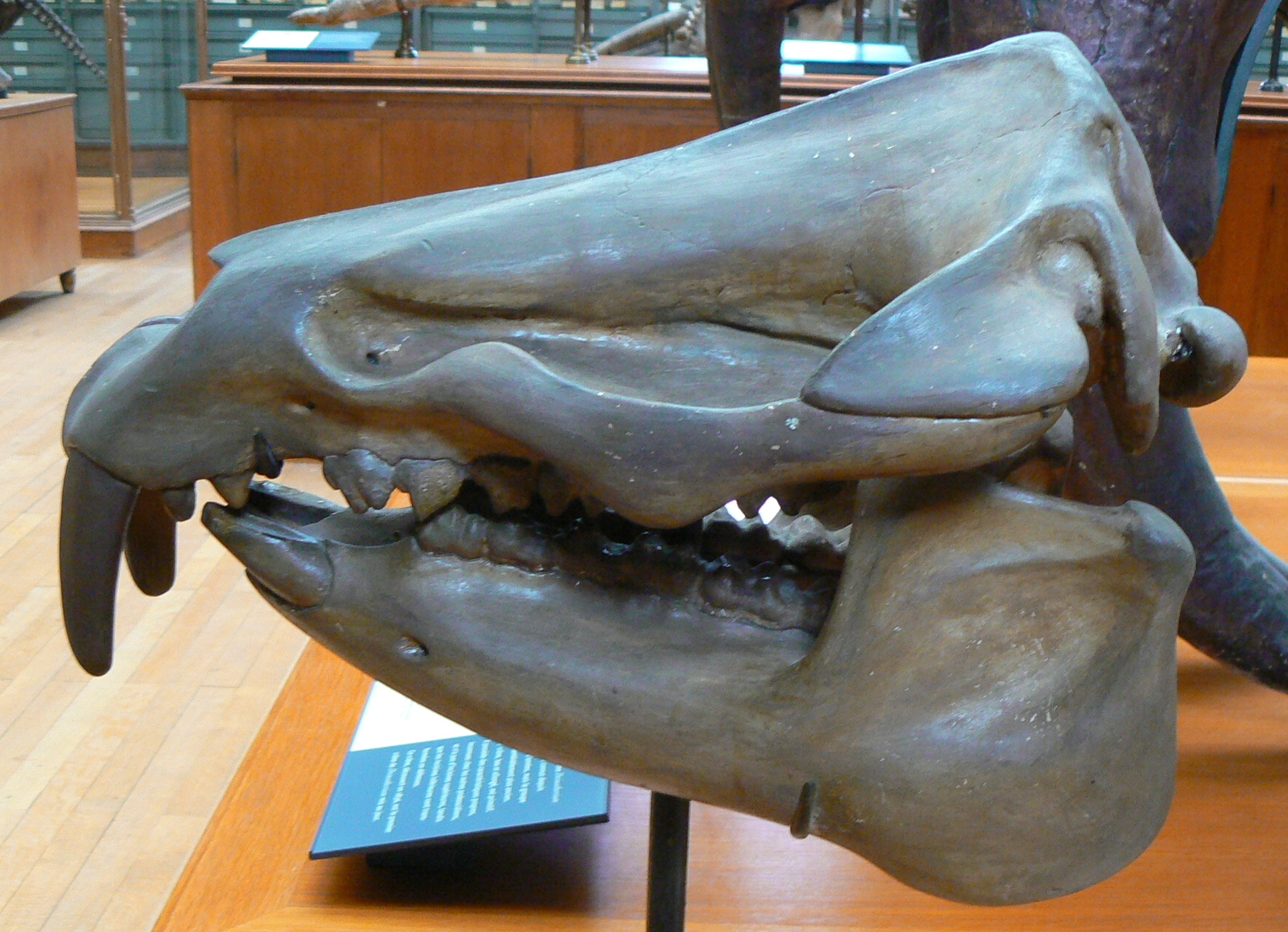
Cráneo de Moeritherium lyonsi en el Muséum National d'Histoire Naturelle, París, Francia

En 1901, Charles William Andrews describió a Moeritherium lyonsi a partir de restos fósiles hallados en la formación geológica Qasr-el-Sagha en El Fayyum en Egipto. Andrews describió luego a Moeritherium gracile de fósiles de un espécimen similar hallado en la misma área en 1902 en una formación fluvio-marina, en lo que era un paleoambiente de que iba de estuario de río a lagunas de agua salobre. En 1904, los primeros fósiles de Moeritherium trigodon ueron descubiertos por Charles Andrews en los depósitos de un oasis en El Fayyum. También se ha encontrado en otros sitios del Norte y el Oeste de África. En 1911, Max Schlosser de Múnich dividió a Moeritherium lyonsi en dos especies: Moeritherium lyonsi, la forma mayor de la formación Qasr-el-Sagha, y una especie grande nueva, M. andrewsi de una formación fluvio-marina. En 2006, Moeritherium chehbeurameuri fue descrito de restos fósiles hallados en la la localidad de Bir El Ater, Argelia, la cual data de principios del Eoceno tardío.